# 최한기
최한기(崔漢綺, 1803년 10월 26일~1879년 6월 21일)는 조선 후기의 실학자이자 지리학자, 철학자, 사상가, 저술가이다. 본관은 삭녕(朔寧)이고, 자는 운로(芸老) 또는 지로(芝老), 호는 혜강(惠崗)·패동(浿東)·명남루(明南樓)이다. 기 철학론과 기 우위론을 제창하였고, 김정호 등과 함께 지도 제작에 나서기도 했다.

## 이력
그는 개성의 양반 가문에서 태어나 친아버지 최치현에게서 글을 배우다가 한경리, 김헌기, 김정희의 문하에서 글을 배웠다. 그밖에 서경덕의 학문을 사숙하기도 했다. 1825년(순조 25년) 진사 시험에 급제한 일이 있지만 평생 관직에 나가지 않고, 학문과 독서, 저술 활동에 몰두하였다. 가세가 넉넉한 양부의 덕택으로 중국에서 발행한 책들을 수입하여 이를 바탕으로 연구하고 글을 쓰는 데 평생을 보냈다.
그는 니콜라우스 코페르니쿠스의 지동설을 조선에 소개하며 지구는 둥글고, 태양 주위를 돈다고 역설하였지만 시중에서는 궤변, 허언으로 취급하였다. 일찍이 조선의 지식인들이 접하지 못한 과학 사상을 받아들여, 이를 바탕으로 동양의 철학과 서양의 과학을 접목해 자신만의 독창적인 기철학으로 발전시켜 나갔다. 그의 학문은 자연과학적 사유를 사회과학과 인문학의 영역에까지 두루 적용하고자 했다. 그는 가난에 대해서도 무능력한 자들의 자기 변명, 자기 위안이라고 비판하였다. 그는 안빈낙도란 하등(下等) 인간들의 자기 위안”이라며 자기 제자들에게 상업, 의술, 수공업의 기술을 익히라고 가르쳤다. 1872년(고종 9년) 통정대부 중추부첨지사에 올랐고, 사후 증 사헌부대사헌 겸 성균관제주에 추증되었다.

## 생애

### 생애 초반

#### 출생과 가계
혜강 최한기는 1803년(순조 3년) 10월 26일 경기도 개성(開城)에서 출생하였으며 아버지는 최치현(崔致鉉)이며, 어머니는 청주 한씨(淸州韓氏)이다. 최치현(崔致鉉)의 차남(次男)으로 출생한 그는 어린 시절에 아들이 없던 5촌 당숙 최광현(崔光鉉)의 양자로 들어가 한성부 남대문 근처 창동(倉洞)에서 생활하였다. 생부 최치현은 시집 10권을 남긴 시인이었고, 양아버지이자 5촌 당숙인 최광현은 아호는 귀경헌으로, 무관이었지만 서예가이며 1권의 서첩이 전한다. 이규경에 의하면 그의 양아버지 최광현이 서적 수집벽이 있었다 한다. 그의 양부가 중국의 옛 서첩에 벽이 있어, 여러 서첩에서 자체별로 분류하여 손수 모각해 두고도 인쇄해내기가 어려워서 그대로 두었고, 혜강의 대에 와서도 미처 해내지 못했다고 한다.
| “ | 근래에 무인 최광현이란 사람이 있는데 중국의 옛 서첩을 몹시 좋아하여 여러 서첩의 자체(字體)를 손으로 베껴 자전(字典)처럼 분류하고는 손수 판각하여 비치해두었다. 그러나 인쇄해내기가 어려워 아직도 유포되지 못하고 있으니 가석한 일이다. 그 아들 상사 최한기에게서 들으니 각판이 지금도 그 집에 소장되어 있는데 아직도 인쇄를 못하고 있다고 한다. | ” |

양아버지 최광현은 서책과 서첩 수집이 취미였으나, 그는 서책을 보는 것이 취미였다. 이우성에 의하면 혜강의 대에 와서도 인쇄해내기가 어려웠다는 것은 기술적인 문제가 아니라 경비 문제였다고 생각된다 하였다.
시대의 비운에 휩쓸리지도, 궁핍하지도 않은 환경에서 지낸 최한기는 영의정을 지낸 바 있는 최항의 방계혈족(傍系血族)이며, 최사렴(崔士廉)의 후손이다. 그러나 이후 그의 가계는 몰락하였고, 경기도 개성으로 내려가서 살다가 1800년대 초에 다시 한성부로 이사왔다. 최한기의 8대조 최의정은 음서 제도로 사헌부감찰직을 지냈으며, 증조할아버지 최지숭이 무과에 급제하여 다시 가세를 일으켰다. 양아버지이자 당숙이었던 최광현 역시 1800년 무과에 급제하여 내금위장과 곤양군수를 역임한 관료였다.
그가 태어날 당시 그의 당숙모이자 양어머니인 안동김씨가 태몽을 꾸었다 한다. 최광현이 아들이 없어 부인 안동김씨가 아들을 점지해달라고 천지신명에게 오랫동안 기도를 드렸다. 그런데 어느 날 남편이 꿈에 나타나 사촌동생 최치현의 집 담장 밑에다가 소나무를 심고 있었다. 김씨부인이 어째서 우리 집에 심지 않고 그 집 뜰 가에 심느냐고 하니 남편이 여기에 심어 뿌리가 확고해지면 우리 집에 그림자를 비추어서 그 음덕이 커질 것이라고 하였다. 꿈에서 깬 안동김씨 부인은 남편에게 꿈을 말하였고, 그때 최한기가 태어났다. 최광현은 사촌동생 최치현에게 부탁하여 사촌동생의 첫 아들을 양자로 들이게 됐다.
집안의 환경은 풍족하였는데 이건창은 최한기의 전기를 쓰면서 가(家) 소유라 하여 그의 집안이 넉넉했다고 기록하였다. 그는 평생 학문에 진력하였고, 부인 반남 박씨(潘南朴氏)와의 사이에 2남 5녀를 두었다. 큰아들 최병대(崔柄大)는 1862년 문과에 급제하여 고종의 시종에 올랐으나 후손의 존재는 알려져 있지 않다.

#### 유년 시절
그의 집은 중인으로 알려졌지만 그 자신의 회고에 의하면 몰락한 양반이되, 자신의 가문이 양반임을 입증할 가문들이 있었고 그 근거로 자신의 집안과 대대손손 혼인관계를 형성한 집안이 몇몇 있다고 한다.
| “ | 내 비록 한미하여 명족의 반열에 끼어들지 못하지만, 대대로 혼인하는 집들이 있어 내 집의 성향이 모든 사람들에게 잘 알려져 있다. | ” |

일찍이 독서를 좋아하였으며, 어려서 친아버지 최치현과 외할아버지 한경리로부터 글과 성리학을 배웠다. 그밖에도 그는 책 읽기와 혼자 사색하기를 좋아하였는데, 훗날 자신의 회고에 의하면 '매번 기서(奇書)를 얻으면 즐거워 잠을 이루지 못하였다' 한다. 이건창에 의하면 "어려서 남달리 영특하여 글을 읽다가 깊은 뜻을 만나도 문득 스스로 해독했다."한다.
소년 시절 추사 김정희의 문하에 나가 글을 배우고 학문을 배웠으며, 김헌기(金憲基)의 문하에서도 성리학을 수학하였다. 이어 북학파인 연암 박지원(朴趾源)을 사숙하였고, 그의 영향으로 서학(西學)을 수용하였다. 독서를 즐기고 김정희와 박지원의 영향을 받은 그는 수많은 저작을 통해 경험주의적 인식론(認識論)을 확립하여, 직접 경험으로 얻는 것이 정답이라는 결론에 도출하게 된다. 일체의 선험적(先驗的) 이론이나 학설을 배격하고 직접 경험한 것과 실증할 수 있는 지식이 정답이라 주장하여 한국 사상사에 근대적 합리주의를 싹트게 했다.

#### 청년기
추사 김정희의 문하에 드나들면서 박제가와 연암 박지원의 학문을 사사하는 한편, 추사의 문하에서 흥선대원군과도 만나게 되었다. 김정희와 박제가, 연암 박지원의 학문을 접한 그는 이용후생과 실사구시, 실리주의 등의 학문관을 쌓아간다. 그밖에 그는 화담 서경덕의 기철학에도 관심을 두어 서경덕의 저술들을 탐독하며, 사사하였다.
| “ | 좋은 책이 있다는 말을 들으면 후한 값을 아끼지 않고 구입했다. 읽기를 오래하면 헐값으로 팔았다. 이 때문에 나라 안의 책장수들이 몰려와 그에게 책을 팔려고 했다. 연경의 방국에서 새로 간행된 책이 우리나라에 오자마자 혜강이 열람하지 않은 것이 없었다. | ” |

책을 살 때는 비싼 값을 아끼지 않고 그 책을 읽을 만큼 읽은 뒤에는 헐값으로 팔아버리니 이 때문에 국내 서쾌들이 앞다투어 혜강에게 와서 사고 팔았다. 그리하여 북경 서점가의 신간들이 서울에 들어오면 일차적으로 최한기에게 먼저 입수되지 않는 것이 없었다고 한다. 그러나 책에 몰두하여 지내는 동안 최한기의 경제 형편은 점차 어려워졌다. 그에 의하면 '혜강의 집 또한 이 때문에 기울어져 옛집을 팔고 도성 문밖에서 살았다.' 한다 1823년(순조 23년) 한성부 회현방(會賢坊) 장동(長洞)에 집을 마련했다가 수개월 후, 한성부 남대문방 남촌 창동(창골)로 이사하였다.
서울 생활이 궁핍해지자 그의 친지들 중에는 시골로 돌아가기를 권하는 말도 있었다.
| “ | 시골로 돌아가 농사를 지으라고 권하면 혜강은 "이것은 내가 바라는 바이지만 바라는 바가 이보다 더 큰 것이 있다. 나의 견문을 넓히고 지려를 열어주는 것이 오직 모든 책의 덕택인데 책을 구하기가 서울보다 편리한 곳이 없다. 기아의 고통을 피하기 위해 과문, 누습에 빠져 살 수가 있겠는가"라고 하였다. | ” |

시골로 돌아가 농사를 경영하라는 말에 대하여 혜강은 완곡히 거절하였다. "농사를 짓는 것이 바람직하지만 더 큰 바람이 책을 입수하는 일이다. 나의 견문을 넓히고 지려(智慮)를 열어주는 것이 오직 모든 책의 덕택인데 책을 구하기가 서울보다 편리한 곳이 없다. 기아의 고통을 피하기 위해 과문, 누습에 빠져 살 수가 있겠는가"라고 하였다. 그는 책 때문에 끝내 서울을 떠날 수 없었던 것이다. 그는 학동들에게 글과 시문을 가르치는 한편으로 그 자신도 틈틈이 독서를 통해 지식을 보완하고, 학문을 연구하였다.

### 과거 단념과 독서
1825년(순조 25년) 3월 13일, 생원 시험에 합격하고, 이어 진사 시험에 합격하였으나, 이후 과거 제도의 폐단을 보고 관직 출사를 단념하고 학문 연구, 독서에 전념하였다. 이우성에 의하면 그가 중년에 과거를 폐지한 것은 그에게 사환의 길이 열려 있지 않았기 때문이라고 보았다. 이후 그는 수많은 책을 읽고, 또 수많은 책을 저술하였으며 그 가운데 상당수가 지금까지 전해지고 있다.
| “ | 중년에 대과를 단념하여 사환의 뜻을 버리고 경전에 크게 힘을 쏟았다. 간혹 동남의 산수를 유람하며 그 흉금을 넓혔다. | ” |

관직을 단념한 그는 한때 각처를 유랑하였다.
그런데 방대한 저술에도 불구하고 같은 시대의 다른 학자들조차 그의 이름을 거의 언급하지 않았다. 그는 이규경(李圭景), 김정호 등과 교류하였고, 추사 김정희의 문인들과도 교류하였다. 또한 당대의 지리학자 김정호(金正浩)와도 친분이 두터웠고, 일찍이 김정호와 함께 중국에서 나온 세계지도를 대추나무에 새기기도 하였다.
그의 집안은 몰락하여 대대로 벼슬과는 별 인연이 없는 잔반으로 전락하였다. 그러나 다행히 당숙이자 양아버지인 최광현은 무과에 급제한 관료로, 가산이 넉넉하여 그는 평생 벼슬에 관심을 두지 않고 학문에 전념할 수 있었다. 그는 책을 좋아했기 때문에 동서양의 많은 서적을 수집하였다. 또, 그는 어려서부터 경학(經學), 사학(史學), 예학(禮學), 수학(數學), 지리(地理) 등 다방면에 걸친 독서를 통해 두루 뛰어난 식견을 쌓았다. 스승 김정희의 사후에도 그는 독자적으로 다방면의 서적을 탐독하여 자신만의 학문 세계를 구축하였다.

### 영입 요구 거부
1841년(헌종 8) 헌종의 외종조부인 조인영이 그의 명성을 듣고 여러번 영입을 제의했지만 거절하였다. 조인영은 헌종 즉위 후 7년 만에 영의정이 되자 그에게 사람을 보냈다. 평소 최한기는 인맥과 연줄로 사람을 채용하는 조선 사회는 썩고 곪을대로 곪았다고 반복해서 지적했고, 자신을 영입하려는 시도들에 대해 모두 거절로 화답했다.
| “ | 상국 조인영이 장차 유일사를 선발하려고 사람을 시켜 혜강에게 "왜 서울 밖 교외로 옮겨 살지 않는가?"라고 권유했다. | ” |

조인영의 권유에 대해서 그는 "명예를 훔쳐 벼슬에 나아가는 것은 내가 할 수 없는 일이다."라며 거절했다.
스승들 중의 한 사람인 김정희를 통해 박제가와 연암 박지원으로 거슬러 올라가는 학통을 이어받았다. 사조(師祖) 박지원은 노론내 북학파로서 비주류였지만 박지원의 집안은 노론의 중진들이 있었다. 연을 대면 노론의 중진들로도 이어질 수 있었으나, 노론 주류의 학통을 이수하지 않은 관계로 최한기는 자신이 좋은 대접을 받지 못하리라 짐작하고 여러 영입을 모두 거절하였다.
조인영은 차선책으로 다시 사람을 보내어 과거에 응시할 수 있는지의 여부를 물었다. 그는 혜강에게 과거에 응시할 의사가 없느냐고 타진하였다. 그러나 혜강은 그것마저 뿌리쳤다.

### 학문 연구 활동

#### 학문, 독서 활동
1834년(순조 34년) 친구 김정호가 《청구도 靑丘圖》를 만들자 최한기는 여기에 제를 써주기도 하였다. 소수의 학자들과 교류한 탓에 그의 행적에 대한 언급은 극히 드물다. 그에 대한 언급은 주로 그의 절친한 친구의 한 사람인 이규경의 저서 《오주연문장전산고》에 그에 관한 기록이 몇 차례 언급된다. 이규경은 그를 뛰어난 학자로서 많은 저술을 남겼다고 소개하였고, 또한 그가 중국에서 나온 많은 신간서적을 가지고 있었다고 한다. 가사에 소홀했던 그는 주로 고서적 수집과 독서, 해석, 연구 등으로 나날을 보냈다.
1836년(헌종 2년) 스승의 한 명이자 본가의 외할아버지인 한경리(韓敬履)의 문집인 《기곡잡기 (基谷雜記)》를 영인, 간행하였다.
이규경, 지리학자 김정호(金正浩)와 교분이 두터웠으며, 이들은 그의 평생 친구가 되었다. 명색만 양반이었고 실제로는 빈궁한 형편이었다. 그러나 그는 가난과 불우한 환경에 개의치 않고 주로 독서에 전념하였다. 그를 소개받은 당대의 정승들로부터 조정에 출사하라는 권고를 받았지만 모두 거절하였다. 대신 그는 중국의 고서적을 구하고 그것을 밤새 읽는 것으로 평생 소일하였다.
그는 기학(氣學)을 제창하였으며, 이와 기 중에 눈에 드러나는 것, 실질적으로 취할 수 있는 것이 기라 하여 기가 이보다 우위의 입장에 섰음을 주장하였다. 동시에 실제적으로 취할 수 있는 것을 선택하자는 실증주의적인 견해를 펼쳤다. 그는 "학문이 생활에 있으면 실(實)의 학문이 되고, 생활에 있지 않으면 허(虛)의 학문이 된다"며 실용적 도움이 되는 학문의 필요성을 역설하였다.

#### 지동설과 우주, 물리론 소개
병자호란과 정묘호란 이후로 서양에 희고 코가 큰 털북숭이 야만인이 존재한다는 것을 조선 조정에서는 인식하고 있었다. 그러나 박지원과 박제가는 서양의 야만인에게서도 배울 점은 배워야 한다고 역설했고, 최한기는 1850년까지 서양의 책들을 한문으로 번역한 청나라의 서적을 읽고는, 1850년경에 이르러 서양인들은 절대 야만인이 아니라고 생각했다. 서양인을 함부로 야만인으로 깔보고 무시할 것은 아니라고 역설했다.
그는 중국 한자로 번역된 중국의 서양 천문학, 지리학 서적 등을 입수, 탐독하고 지구가 둥글며 태양의 주위를 돈다고 주장하였다. 1857년 그가 지은 《지구전요》에서 그는 중국에 소개된 서양천문학, 지리학과 서양사정 등에 대하여 대략적으로 소개하였다. 홍대용이 지구가 태양을 돈다고 주장하였다가 터무늬없는 소리로 취급당한 이후 다시 지구가 태양 주변을 돈 다는 견해가 시중에 확산되었다. 그는 지구의 자전과 공전을 다시 주장했고, 세계 각국의 사정에 대한 것이 수록되어 있어 비교적 설득력을 얻게 되었다.
1851년(철종 2년) 한성부 송현(솔고개) 근처 남대문방 상동 상정승골(현 남대문로 3가)로 이사하였는데, 그는 이곳에서 여생을 보냈다. 1858년 인사행정을 논한 서적 인정을 완성하였다.
1858년 중국에서 번역된 윌리염 허셜(W. Herschel)의 천문학 서적을 1860년초 입수, 이것을 탐독한 뒤 1867년 허셜의 책들의 요점을 발췌하고, 자신의 의견을 간략하게 첨가한 책 《성가운화》라는 책을 펴냈다. 이를 통해 그는 서양의 천문학을 국내에 본격적으로 소개하였다. 1836년의 《추축론》과 《신기통》을 써 서양의 물리학을 소개하였다. 추축론과 신기통은 다시 그의 생전에 《기측제의》란 제목으로 함께 묶여져서 다시 재간행되었으며, 조선에 서양의 근대적인 물리학을 처음 소개한 저서들 중의 하나이기도 하다. 또한 그는 《해국도지 (海國圖志)》와 《영환지략 (瀛環志略)》을 입수하여 탐독하기도 했다.

### 생애 후반

#### 통상 개항, 개방론
그는 교육을 과학기술 발전은 물론 문화적 계몽을 위해서도 중요한 수단이라고 보았다. 그는 과거 제도의 폐단을 지적하는 한편, 교육이 어느 특권 계층의 독점물, 출세와 부의 상속 수단이 되어서는 안 되며, 서민과 여성에게까지도 널리 교육의 혜택이 실행해야 한다고 주장하였다. 그는 교육 내용으로 주로 성리학과 같은 학문 이외에도, 수학, 물리, 상술, 천문학, 역학, 의학을 비롯한 실용적인 학문의 교육을 역설하였으며, 그 밖에도 농업, 공업, 상업, 방직 등을 장려, 독려할 것과 강조하고 중국의 서적을 통해 서양에 기계 기술이 존재함을 주장하며, 조선에도 기계 기술을 받아들일 것을 역설했다.
1863년(철종 14년) 10월 그는 양명학을 칭송하고, 주자학만이 진리라는 것은 잘못이라 지적했다. 사물의 진실을 분별하려면 이쪽의 말도 듣고, 저쪽의 말도 들어야 한다는 것이었다. 그의 주장에 성리학자였던 간재 전우(田愚)는 그를 성토하는 시(詩)를 지었다.
1863년 고종 즉위 직후부터는 서구 자본주의의 존재를 접하고, 통상개방론을 주장하였으며 조선의 개화정책 방향을 제시하였다. 그는 양이론을 주장하는 노론 주류 학자들로부터 비판을 받았으나 그는 개항론을 굽히지 않았다. 또한 소수 문벌 가문의 독점하다시피 한 과거 제도의 폐단 비판을 필두로 현실문제를 비판, 과감한 개혁을 부르짖었으며, 외국과의 대등한 교류를 주장하는 등 실학파 학자들의 전통을 계승하여, 뒤이어 등장하는 개화사상가들의 선구가 되었다. 당시 조선의 학계에서는 최한기의 사상을 이해하지 못했고, 기존의 이기이원론, 이기일원론과는 달리 이보다 기가 우월하다는 견해는 기성 학계의 심한 공격, 비토의 대상이 되기도 했다.
그는 개항론을 주장했고, 박지원과 박제가가 무역, 문물을 개방하고 북학을 수용해야 한다는 견해를 다시 발표하였다. 그의 견해는 박규수, 오경석, 유대치 등 소수 인사들만이 호응, 동조하였고 흥선대원군은 그를 불쾌히 여겼다.
1871년(고종 8년) 신미양요가 발발하자 강화진무사(江華鎭撫使) 정기원(鄭岐源)은 최한기에게 자문을 구하는 편지를 보낸 뒤 직접 찾아왔다. 정기원은 국가가 위기를 당했다며 그에게 도움을 청했다. 정기원은 최한기에게 서신을 보내기 전에 흥선대원군에게 보고하고, 흥선대원군에게 최한기의 자문을 받으라는 허락까지 받았다는 내용의 편지도 보냈다. 당시 사람들과의 교류를 끊고 독서와 문하생 양성에 전념하던 그에게 정기원이 도움을 청하였고, 그는 서구의 병사들이 화포와 화승총보다도 작고 견고한 총포류를 사용하는 점과 대병력을 이끌고 올 수도 있으니 그 점도 대비해야 한다고 답했다. 그는 이후로도 적극적으로 자문에 화답할 것을 약속했고, 강화도의 군영에 가서 자문에 응하는 것보다는 한성부에 있으면서 책을 참고하며 수시로 전시의 상황보고를 받으면서 자세하게 대응하는 것이 좋다고 답했다. 그는 또 자신의 이러한 의견이 대원군에게도 반드시 전달되기를 희망하였다.

#### 최후
그는 성리학의 배타성과 폐쇄성, 편협성을 비판하고 경험, 실증 위주의 학문, 실용적인 학문을 해야 함을 주장하였다. 그는 천문, 지리, 농학, 의학, 수학 등 인문학 지식 전반에 박학하여 1천여 권의 저서를 남겼는데 현재는 15종 80여 권이 현전한다. 저서로는 《농정회요 (農政會要)》, 《육해법 (陸海法)》, 《청구도제 (靑丘圖題)》, 《만국경위지구도 (萬國經緯地球圖)》, 《추측록 (推測錄)》, 《강관론 (講官論)》, 《신기통 (神氣通)》, 《기측체의 (氣測體義)》, 《감평 (鑑平)》, 《의상리수 (儀象理數)》, 《심기도설 (心器圖說)》, 《소차유찬 (疏箚類纂)》, 《습산진벌 (習算津筏)》, 《우주책 (宇宙策)》, 《지구전요 (地球典要)》, 《기학(氣學)》, 《인정 (人政)》, 《명남루집 (明南樓集)》 등을 남겼다. 특히 그는 《기측체의》와 《인정》에서 사람의 기질과 성향, 용인법 등을 논하였다.
노년에는 자신의 책을 저당 잡혀 먹고살았다. 만년에 이르러 그는 가난과 궁핍으로 고생하였지만 굴하지는 않았다. 그는 양반도 돈을 벌어야 된다는 자신의 말처럼 글과 서화, 작품 판매로 생계를 유지하였다. 그러나 자신이 버는 돈의 대부분을 책을 사서 읽는데 투자하여 궁핍은 계속되었다. 책을 얻기만 하면 밤새도록 읽어 잠도 못 이뤘던 그를 동류 사회에서는 실패한 남성으로 보지는 않았다. 1872년(고종 9년) 아들 최병대(崔柄大)가 고종의 시종이 되자 시종관의 70세 이상된 부친에 대한 특별 은전으로, 1872년 7월 12일 통정대부(通政大夫) 중추부첨지사(中樞府僉知事)의 벼슬을 받았다.
1875년(고종 12년) 2월 6일 오위장과 중추부첨지사에 임명되고 2월 20일 병으로 직임을 맡을 수 없다며 사직 상소를 올리고 물러났다. 한편 개항의 필요성을 절감하면서도 1876년(고종 13년) 아들 최병대에게 척사상소를 올리게 했다. 아들 최병대가 척사 상소를 올렸다가 유배를 가게 되자 오히려 그는 아들이 장한 일을 했다며 격려하였다. 1879년 6월 21일에 사망하였다. 한때 그가 1877년에 사망했다는 설과 1875년에 사망했다는 설이 돌기도 했다.

### 사후
학행으로 1892년(고종 29년) 1월 특별히 증(贈) 가선대부 사헌부 대사헌 겸 의금부동지사 성균관제주에 추증되었다. 그의 사상은 생전에는 배척당하거나 비판, 논란의 대상이 되다가 중국 등 외국에서 높이 평가되어 그의 집필한 저서들이 중국에서 간행 ·소개되었다. 그의 학문은 1910년(융희 4년) 조선이 멸망한 후부터 조명되기 시작, 20세기에 들어와 그에 대한 연구서가 발표되기 시작되었다.
1960년 초부터 박종홍, 정성철, 김철앙, 이우성 등에 의해 그의 학문에 대한 연구가 시작되었다.
그의 행적은 오랫동안 잊혀졌다가 1970년 초에 그의 일대기가 영재 이건창의 저서 중에 있는 것이 확인되었다. 영재 이건창의 미발간 필사본인 명미당유고 제 10권 중에 혜강최공전이 실려 있었다. 이건창의 미간행 저서를 찾던 중에 발견된 최한기의 일대기는 후에 국사편찬위원회에 보관되었다. 1979년부터 국사편찬위원회에서 그의 저서 기측체의, 인정(人政) 등을 한글로 번역하였다. 1999년 3월 4월의 문화인물로 선정되었다.

## 사상과 신념

### 가난 무능론
그는 가난을 무능력한 자들의 자기 변명이라며 조소하였다. 최한기는 안빈낙도 혹은 염빈(廉貧)이란 전통적 캐치프레이즈를 차라리 저주했는데, 그것에 훨씬 앞서서 인간 삶의 향상(복지후생)을 말하고, 조선의 개혁개방을 외친 것이다.
그는 “안빈낙도란 하등(下等) 인간들의 자기 위안”이라며 자기 제자들에게 상업, 의술, 수공업의 기술을 익히라고 가르치기에 이르렀다.

### 실사구시 정신
순조 25년 사마시(司馬試)에 급제했으나, 벼슬을 단념하고 학문 연구에 전심했다. 그가 살던 19세기 실학의 특색은 경세치용(經世致用)이라든가 이용후생(利用厚生) 대신 금석(金石)·고증학을 중심으로 한 이른바 실사구시(實事求是)의 사조가 주류를 이루던 때이다. 그는 실제적으로 취할 수 있는 것, 실제적으로 이익을 줄 수 있는 학문이 진정한 학문이라 역설하였다. 그의 철학 사상은 바로 이러한 실사구시의 실증 정신을 이어받고 이루어진 것으로서, 조선 후기 실학 사조의 마지막 결실이라 할 수 있다.

### 경험론
그는 경험주의 철학을 바탕으로 무실사상(務實思想)을 주장하였으며 선현의 말씀 만을 강조하는 성리학의 배타적, 폐쇄적, 보수적 입장을 비판했다. 최한기는 "경험을 통해서 정답을 얻어내는 것이다"고 역설하였다. 그에 의하면 사물에 대한 정확한 답은 인식을 통해서 얻어지며, 외부사물과 인간의 감각 기관이 접촉할 때에 비로소 발생하며 경험이라는 것이 생겨난다고 보았다. 그는 경험에 의하지 않은 선험적인 지식은 본래 존재할 수 없다고 역설하였다.
그는 성리학자들이 주장하는 선현의 말씀 역시 선현들이 직접 접하고 체득한 것이라고 봤다. 그러나 시대, 사회에 따라서 환경은 달라질 수 있으므로 변화한 사회, 환경에 대한 연구, 탐구가 수반되어야 한다고 봤다. 그는 철저한 경험주의적인 과학철학을 기반으로 무실사상을 전개하였다. 또, 교도주의적(敎導主義的)인 방법론을 주장하였고, 교육사상에 있어서도 글공부 외에 직업교육을 할 것을 주장하기도 했다.

### 영입 제의 거절
조인영은 장차 유일(遺逸)을 천거할 참인데 혜강을 마음에 두고 있었으나 서울에 살고 있는 것이 마땅치 않아, 사람을 시켜 혜강에세 서울을 떠나 교기지외로 이사를 가서 살라고 했다. 도시가 아니고 산림에서 살라는 것이었다. 그가 도시 속에 일반 세속 시민들과 섞여서 살면 아무리 학덕이 있는 선비라도 산림으로서의 위상이 이루어질 수 없었다.
조선 후기부터 집권층이 산림양덕지사로서 일대의 명성과 권위가 있는 이를 유일로 천거하여 자기 정권의 존현숭유의 명분을 꾸미는 수법을 취해왔다. 그런데 유일로 받들자면 반드시 산림에 있는 유자라야 하였다. 한번 유일로 천거된 사람은 어떠한 관직이 주어지더라도 '산림'이라는 호칭을 그대로 지니고 국왕으로부터 빈사지례의 융숭한 대우를 받았다. 그러나 그는 억지로 관직을 얻기 위해 도성에서 먼 곳으로 이사해야 할 이유가 있느냐며 반문하였다.
그는 당시 유일로 천거된 노론계 유자들이 산림이라는 형식적 예우를 받으면서 집권층의 어용학자 노릇이나 하는 존재임을 잘 알고 있을 뿐 아니라, 그 이유 외에도 그 자신 당시의 집권층과 당색이 같지 않아, 자기에게 돌아오는 것이 '산림'이 아니고 산림의 아류인 '남대(南臺)'에 해당되는 사실이 더욱 마음이 내키지 않았다.

### 인재 등용론
그는 인재를 취하는데 있어서 그 사람의 재주와 재능만을 볼 것을 주장했다. 그는 인재의 등용에 있어서 문벌, 학벌 등으로 차별하는 것은 잘못이라 하였다. 최한기는 인사·행정에 관한 책 <인정>에서 어떤 장애인이라도 “배우고 일할 수 있어야 한다”고 강조했다.
그는 또 최한기의 <강관론(講官論)>에서 특별히 경연관의 자질에 대해서 언급하였다.“경연관을 뽑아 쓰거나 내치는 것이야말로 군주의 학문이 발전하고 쇠퇴하는 것, 정치와 교육의 수준이 높아지고 낮아지는 것과 결부된다. 그러므로 큰일을 하려는 군주는 먼저 경연관을 잘 뽑아야 한다. (중략) 그러나 경연관이 직책을 수행함에도 우열이 없지 않다. 기색이 온화하고 말이 간단하면서도 조리가 분명하고 왕에 대한 충성과 사랑이 넘치는 자가 으뜸이다. 능란한 말솜씨로 변론에 힘쓰고 이전의 언설을 갖다 붙여서 담론을 즐기는 것을 바탕으로 삼는 자가 그 다음이다. 지나치게 자중하여 상황에 따라 적절하게 대처하지 못하고 오로지 재능과 덕을 숨기는 것만 일삼는 자가 그 다음이다.”라며 경연관에 어떤 인재를 취하느냐 여부에 따라 학문의 융성과 쇠퇴가 결정된다고 봤다.

### 기에 대한 관점
그는 인식 대상인 이(理)를 '기질의 이', '천지운행의 이'라고 하고, 인간이 느끼고 인식하는 이(理)를 '자득(自得)의 이', '인심추측(人心推測)의 이'라고 규정하여 양자를 구별하였으며 인간이 체득하여 느끼는 이는 전자의 '번역'(飜譯)이라고 하였다.
그는 번역이라는 단어를 통해 이 역시 그것을 느끼고 접하는 '추측자', '번역자'의 능력 여하에 따라 과오가 범해진다고 보았다. 그는 '이학(理學)의 이', '태극의 이' 등, 모든 이론상의 이(理)는 '추측의 이'라고 하여, 그 한계를 뚫고 끊임없이 지각ㆍ기억ㆍ추측 등 감성에 의거한 후천적 능력을 개발함으로써 '천지운행의 이'를 파악하는 것을 지향해야 할 것을 역설하였다.

### 기우위론과 실증주의
최한기는 이와 기는 다른 것이지만 기가 천한 것은 아니라고 보았다. 그의 실증 정신은 우선 실감할 수 없는 이(理)보다는 실감할 수 있는 기(氣)를 택한다. 그는 이기론(理氣論)에서 유기(唯氣)의 입장을 취하고 있다. "이는 무형(無形)하고 기는 유적(有跡)한 것이어서 그 적(跡)을 따르면 이가 스스로 나타나는 것이니 이는 기에서 찾아야 한다"는 것이다. 이와 같은 유기론의 입장으로부터 그는 공허한 명목(名目)에 얽매이지 않고 알찬 내실(內實)에 착안하는 일종의 유명론(唯名論)의 사상을 싹트게 했다. 즉 그는 "눈(目)이라는 이름과 귀(耳)라는 이름을 서로 바꾼다면 눈을 귀라고 부르고 귀를 눈이라고 부르게 될 것이지만, 보고 듣는 실용에 있어서는 바뀌는 법이 없다. 귀로 본다고 하며 눈으로 듣는다고 하더라도 보고 듣는 실용에 있어서야 무슨 해(害)가 있겠는가?" 라고 말하였으니, 이 유명론적 사상이 모든 명분론(名分論) 내지 형식주의에서 벗어나게 하는 기반인 것이다. 그런 점에서 실리주의(實利主義)·실용주의 나아가 실증을 중요시하는 경험주의도 유명론의 산물이라 할 수 있다. 그는 경험론을 아래와 같이 피력한다.
| “ | 종을 치면 소리가 난다는 것을 만일 듣지도 보지도 못하였다면, 종을 치기 전에 치면 소리가 날 것을 어떻게 알 수 있겠는가? | ” |

이와 같은 이론을 바탕으로 그는 주자학에서 말하는 선천적인 이성(仁義禮智)의 능력을 부인한다. 이와 같이 경험에 의한 지식 그리고 어디까지나 실용성이 있는 지식의 확충을 위하여 인간은 끊임없이 노력하여야 한다는 것이다. 실용을 힘쓰는 자가 결국 이기고 허문(虛文)을 숭상하는 자가 지게 되기 때문이다. 따라서 동·서양은 서로를 알아야 하며, 알기 위하여 문호를 개방하고, 서로를 위하여 통상의 길까지 터야 한다는 것을 그는 역설하였다.
사실 이와 같은 그의 주장은 그의 기(氣)의 형이상학의 귀결이기도 하다. 그에게는 경험론자다운 기의 형이상학이 있다. 그 형이상학은 두 가지로 집약할 수 있으니 '대기운화(大氣運化)'론과 '통민운화(統民運化)'론이 그것이다. 전자는 우주·자연에 관한 이론이며 후자는 인간사에 관한 이론이다. 대기운화론이란 우주 자체가 기의 운동 변화로 자연의 이법(理法)을 구현하여 간다는 것이며, 통민운화론이란 기수(氣數)에 의하여 인간 또는 인류의 흥망 성쇠가 결정된다는 것이다. 그런데 이 '대기운화'와 '통민운화'는 궁극에 가서 잘 조화 일치해야 하는 것으로 그는 생각한다. 결국 '통민운화'가 '대기운화'에 조화 일치되어야 한다는 생각이다. 그리하여 인간은 그러한 결과를 가져올 수 있도록 흥망 성쇠를 결정짓는 기수를 극복하여야 한다는 것이다. 이 기수 극복의 사상 속에 바로 그의 진보주의적 역사관이 자리를 하고 있는 것이다. "비록 예나 지금이 같다 하더라도 예를 버리고 지금을 택하겠다"고 그는 주장했다. 경험 지식의 확충, 실리·실용을 위한 문호 개방 및 통상론이 모두 이 진보주의적 사상과 관련된 것으로 보아야겠다.

### 기와 빛의 굴절론
그는 이 세상이 온갖 형태의 기로 가득찬 것으로 보고, 소리는 그것이 진동하여 사방으로 퍼져나가는 것이라고 설명했다. 그리고 어떤 물체에 부딛쳐서 기와 소리는 모두 반사된다고 주장하였다. 이런 소리와 기의 파동을 그는 자신의 저서에서 성훈이라고 명명하고 이를 시중에 소개하였다. 또한 그는 소리와 기 뿐만 아니라 냄새와 색깔에도 이와 비슷한 파동이 있다고 생각하였다. 또 빛의 굴절현상에 대해서도 렌즈 이외의 다른 예를 들어 설명했다.
최한기는 온도계를 다시 국내에 소개하였는데, 그는 온도계를 냉열기, 습도계를 음청의라고 명명하였다.

### 최한기와 서양과학
그는 동서 과학 분야의 장단점을 이해하고 서양의 발전된 사상, 과학을 조선의 구조에 선택적으로 수용한다는 생각으로 일관된 저술을 하였다. 조선의 쇄국은 침체된 무발전의 원인이 됨을 지적하며 개국통상의 필요성을 용기있게 논하기도 했다. 기독교 사상의 침입도 객과 주인의 자리를 현명하게 지키면 오히려 덕이 된다 하였다.
그는 가문이 몰락하고 평범한 향반으로 안동 김씨의 세도에 밀려 벼슬을 지속해 나갈 수 없게 되자 중인들과 어울리며 시야를 넓혀 나갔다. 서울로 무대를 옮긴 후 역관·서자·평민 출신들과 교류하며 김정호의 대동여지도 판각을 돕는 한편 기존의 관념론을 탈피하고 경험철학의 기반을 닦았다. 그가 제시하는 사고의 방법은 경험한 바를 기초로 아직 경험하지 못한 것을 생각할 줄 안다면 누구나 자신의 생활 환경과 습관에 따라 추측하면서 그 삶을 영위할 수 있다는 추측론이었다.
북경인화당에서 출판되어 중국인 사이에서도 읽혔던 《기측체의(氣測體義)》는 동양의 전통적인 형이상학을 서양의 발전된 과학 기술과 융합하여 화제를 불러 일으키기도 했다. 《기측제의》는 그의 저서 <신기통>과 <추측론>을 합쳐 엮었는데 북경에서 간행된 정확한 경위는 알 수가 없다. 이 책은 기존의 책과 비교해 특이한 면이 있는데 활자가 호화판이고 체제가 매우 고상하게 편집되어 있다. 《심기도설(心器圖說)》에선 과학 서적을 접하며 기구의 개량에 힘썼고, 우주관이나 지구의 자전론이 근본적으로 변화를 보인 《지구전요(地球典要)》는 코페르니쿠스의 자전과 공전의 내용을 전하고자 하였지만 중국에 소개된 책을 편집하는 것이 대부분이었다. 그는 얻으려면 옛 것에만 집착해선 안 되며 저마다의 가치가 있으므로 소중히 하며 인사(人事)의 바른 등용도 촉구했다.
평탄한 생활에서 1천여 권의 책을 집필하며 다복한 삶을 살았던 최한기의 끊임없던 저술 활동은 1970년 이후 새로운 시각으로 연구되어 그의 삶을 통해 역사의 배경을 배울 수 있으나 현실에 적용되지 못한 아쉬움이 남는다.

### 역사 발전론
그는 인류의 역사는 인간의 주체적, 능동적 노력에 의해 발전하는 것으로 보았다. 변화를 두려워하고 부조리를 개선할 의지가 없다면 발전할 수가 없다고 봤다. 또한 제도와 풍속은 나라와 시대에 따라 당연히 달라지며, 변하는 것이 당연하다고 보고 생각해 사대적·복고적 태도를 반대하였다. 그는 도덕적 선악의 기준은 일부 학자들의 이념, 이상으로 결정되는 것이 아니라, 그 시대의 백성들이 좋아하는가 싫어하는가 여부에 따라 결정된다고 하여 민권사상을 보여주고 있다. 그러나 백성들의 의식이 성숙되지 못한 사회에서는 소수의 지식인들이 농간을 부려서 민심을 조작, 현혹할 수도 있다고 내다봤다.
그밖에도 봉건적 왕권을 인정하되, 무조건적인 예속에 반대하고 대의제를 지향할 것을 조심스럽게 드러내기도 했다. 또한 외국과도 문물교류를 통해 서구의 좋은 것은 우리도 받아들이고, 섭취해야 한다고 역설하였다.

### 문장론
최한기는 문장력, 필력, 글쓰는 능력 역시 일종의 타고난 능력으로 해석하였다. 그는 “문장은 신기(神氣)에서 나온다”라고 했다. 한편 이 신기는 경험을 통해서도 획득된다고 보았다. 신기는 지각하고 경험하는 활동의 주체로 본 것이다. 그에 의하면 현실에 대한 경험이 축적되어 현실 자체의 생동하는 모습을 표현방법으로 삼는 것이 마땅한 문학이라는 것이다.

## 저서
1830년에서 1867년까지 번역하거나 지은 책이 무려 1천여 권이나 된다고 기록되어 전해지고 있으나, 현재 남아 있는 책은 20여 종 120여 권이다. 이들은 명남루전집(明南樓全集) 3책으로 영인본이 나와 있다.
- 《기측체의(氣測體義)》(1836)
- 《강관론(講官論)》(1836)
- 《감평 (鑑平)》(1839)
- 《기학(氣學)》(1857)
- 《농정회요 (農政會要)》
- 《심기도설(心器圖說)》(1842)
- 《기학(氣學)》(1857)
- 《명남루집 (明南樓集)》
- 《인정(人政)》(1860)
- 《신기천험(身機踐驗)》(1866)
- 《신기통 (神氣通)》(1836)
- 《성기운화(星氣運化)》(1867)
- 《소차유찬 (疏箚類纂)》
- 《습산진벌 (習算津筏)》(1850)
- 《심기도설 (心器圖說)》(1842)
- 《육해법 (陸海法)》
- 《의상리수 (儀象理數)》(1839)
- 《청구도제 (靑丘圖題)》
- 《추측록 (推測錄)》(1836)
- 《횡결》
- 《승순사무(承順事務)》
- 《향약추인(鄕約抽人)》
- 《재교(財敎)》

### 지리서
- 《만국경위지구도 (萬國經緯地球圖)》
- 《우주책 (宇宙策)》(1857)
- 《지구전요(地球典要)》(1857)

## 가족 관계
양아버지 최광현은 본래 그의 당숙이었다. 그의 스승 중의 한 명인 한경리는 생가의 외할아버지였다.
- 증조 할아버지 : 최지숭
- 할아버지 : ?
- 양 할아버지 : ?
- 친 아버지 : 최치현(崔致鉉)
- 친 어머니 : 청주 한씨(淸州韓氏)
- 양 아버지 : 최광현(崔光鉉)
- 양 어머니 : ?
- 부인 : 반남 박씨(潘南朴氏)
  - 아들 : 최병대(崔炳大)
    - 손자 : 최윤행(崔允行)
    - 손자 : 최윤항(崔允恒, 진사)

  - 아들 : ?
- 외할아버지 : 한경리(韓敬履)
  - 외종조부 : 한경소(韓敬素)

## 평가
벼슬길에 나서라는 영의정의 권고도 거절하고, 재산을 도서 구입에 다 쏟아부어 노년에는 자신의 책을 저당 잡혀 먹고살았다. 그러나 그는 가사에는 초연하였다. 그렇지만 책을 얻기만 하면 밤새도록 읽어 잠도 못 이뤘던 그를 동류 사회에서는 실패한 남성으로 보지 않았다. 그처럼 떠돌이 생활을 하면서 시를 쓰고, 최신의 중국 저서를 모으는 벽에 빠진 이들도 조선 사회에서는 진정한 남성으로서의 대접을 받았다. 삶은 곤궁하였지만 당시의 사람들은 그를 패배자라고 낙인찍지는 않았다.
최한기의 사상은 비록 유교윤리 자체를 부정하는 수준까지는 나가지 못하였으나, 성리학에 대한 맹목적 추종에서 벗어나 실학의 철학적 의미를 완성해 실학사상과 개화사상의 교량역할을 한 것으로도 평가되고 있다.

## 같이 보기
- 김정호
- 실학
- 박지원
- 김정희
- 이규경
- 박제가
- 박규수
- 오경석
- 유홍기
- 최병대

## 참고 자료
- 최한기, 《인정》 (권정안, 이이화 외 역, 한국고전번역원, 1980)
- 이우성, 《실시학사산고:한국학의 저변》 (창작과 비평사, 1995)
- 황경숙, 《혜강 최한기의 사회사상 연구》 (성신여자대학교 출판부, 1992)
- 이현구, 《기학의 성립과 체계에 관한 연구:서양 근대과학의 유입과 조선 후기 유학의 변용》(성균관대학교 출판부, 1993)
- 이건창, 《혜강최공전》
- 이우성, 〈최한기의 가계와 연표〉, 혜암유홍렬박사화갑기념사업위원회, 《유홍렬박사화갑기념논문총》(탐구당, 1971)

### 읽을 거리
기학, 기측체의, 운화측험 등이 현대어로 번역되어 있다.
- 최한기 연구서
  - 박희병, 《운화와 근대:최한기 사상에 대한 음미》
  - 김용옥, 《혜강 최한기와 유교》
  - 임부연, 《정약용 & 최한기》
  - 이종란, 《최한기의 운화와 윤리》
  - 김인석, 《최한기에 길을 묻다》
  - 권오영/손병욱, 《혜강 최한기》
  - 권오영, 《최한기의 학문과 사상 연구》
  - 김용헌 외, 《혜강 최한기》
  - 이현구, 《최한기의 기철학과 서양 과학》
  - 채석용, 《최한기의 사회철학》